# Comuna Meseșenii de Jos, Sălaj
Meseșenii de Jos (în maghiară Magyarkecel) este o comună în județul Sălaj, Transilvania, România, formată din satele Aghireș, Fetindia, Meseșenii de Jos (reședința) și Meseșenii de Sus.

## Demografie
Componența etnică a comunei Meseșenii de Jos
     Români (64,94%)
     Maghiari (25,78%)
     Romi (4,88%)
     Alte etnii (0%)
     Necunoscută (4,4%)
Componența confesională a comunei Meseșenii de Jos
     Ortodocși (59,99%)
     Reformați (21,28%)
     Penticostali (8,44%)
     Baptiști (3,47%)
     Alte religii (1,66%)
     Necunoscută (5,16%)
Conform recensământului efectuat în 2021, populația comunei Meseșenii de Jos se ridică la 3.317 locuitori, în creștere față de recensământul anterior din 2011, când fuseseră înregistrați 3.117 locuitori. Majoritatea locuitorilor sunt români (64,94%), cu minorități de maghiari (25,78%) și romi (4,88%), iar pentru 4,4% nu se cunoaște apartenența etnică. Din punct de vedere confesional, majoritatea locuitorilor sunt ortodocși (59,99%), cu minorități de reformați (21,28%), penticostali (8,44%) și baptiști (3,47%), iar pentru 5,16% nu se cunoaște apartenența confesională.

## Politică și administrație
Comuna Meseșenii de Jos este administrată de un primar și un consiliu local compus din 13 consilieri. Primarul, Gheorghe-Sandu Prodan[*], de la Alianța pentru Unirea Românilor, este în funcție din 1 noiembrie 2024. Începând cu alegerile locale din 2024, consiliul local are următoarea componență pe partide politice:
|  | Partid                                 | Consilieri | Componența Consiliului | Componența Consiliului | Componența Consiliului | Componența Consiliului |
|  | -------------------------------------- | ---------- | ---------------------- | ---------------------- | ---------------------- | ---------------------- |
|  | Alianța pentru Unirea Românilor        | 4          |                        |                        |                        |                        |
|  | Partidul Social Democrat               | 4          |                        |                        |                        |                        |
|  | Uniunea Democrată Maghiară din România | 3          |                        |                        |                        |                        |
|  | Partidul Național Liberal              | 2          |                        |                        |                        |                        |

## Monumente
- Biserica Adormirea Maicii Domnului din Meseșenii de Sus, construcție 1785, monument istoric
- Biserica reformată din Meseșenii de Jos, construcție secolul al XV-lea, monument istoric
- Biserica Sfântul Nicolae din satul Aghireș, construcție din anul 1904[7]
- Clopotnița de lemn a bisericii reformate din Meseșenii de Jos, construcție secolul al XVII-lea, monument istoric
- Sistemul de supraveghere și apărare a limesului Daciei de la Meseșenii de Sus
- Situl arheologic de la Meseșenii de Sus